# Duncan Huisman

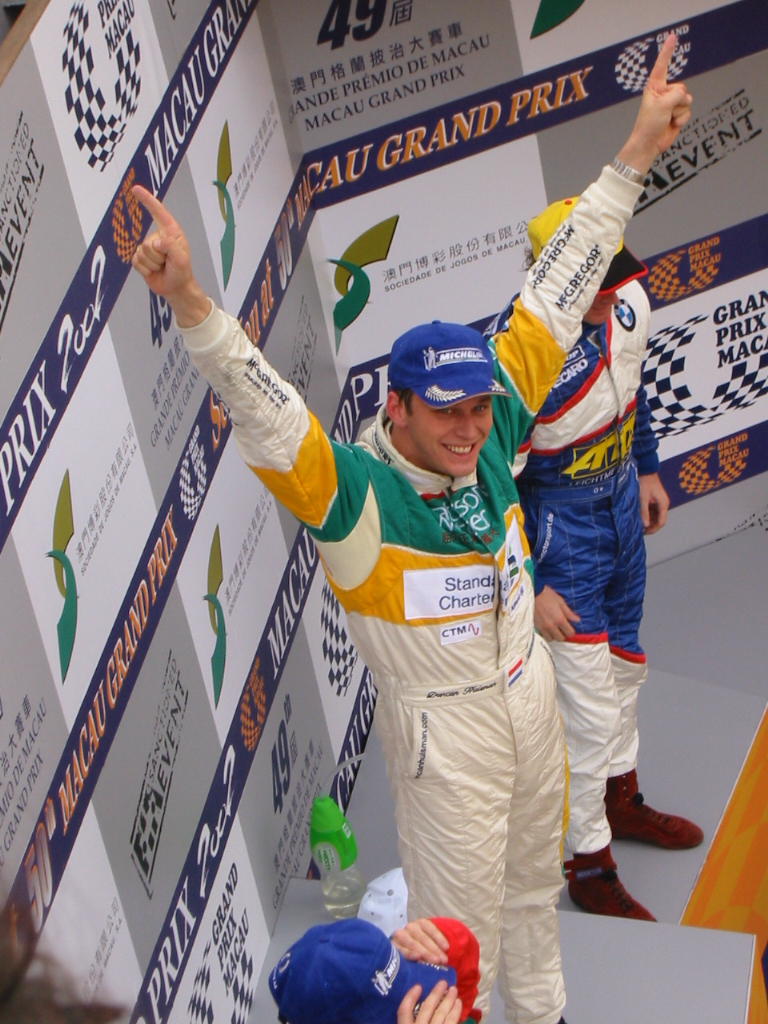
Duncan Huisman nach seinem Sieg beim Guia Race 2002

Duncan Huisman (* 11. November 1971 in Doornspijk) ist ein niederländischer Autorennfahrer. Er ist der jüngere Bruder von Patrick Huisman.

## Karriere
In den frühen 1990er-Jahren hatte Duncan Huisman seine ersten Auftritte in nationalen Rennserien. Seine ersten größeren Erfolge erreichte er dort mit einem dritten Meisterschaftsplatz in der Niederländischen Tourenwagen-Meisterschaft 1994 sowie der Vizemeisterschaft in der Niederländischen GT-Meisterschaft 1995. 1996 hatte er ein Cockpit im Porsche Supercup. 1997 konnte er schließlich seinen ersten Meistertitel in der Niederländischen Tourenwagen-Meisterschaft feiern. 1998 sicherte sich Huisman den Titel in der Belgischen GT-Meisterschaft. Im gleichen Jahr gelang ihm mit Platz zwei in der Klasse GT2 beim 24-Stunden-Rennen von Daytona der erste größere internationale Erfolg. Nach zwei Jahren mit durchschnittlichen Resultaten wurde er 2000 erneut Niederländischer Tourenwagen-Meister.
Ab 2001 bestritt Huisman als Fahrer des Teams Carly Motors die Tourenwagen-Europameisterschaft und schloss seine erste Saison in der Rennserie mit dem zweiten Meisterschaftsplatz bei den Superproduktionswagen ab. Außerdem gelang ihm sein erster Sieg beim Tourenwagen-Weltfinale in Macao, dem sogenannten Guia Race. 2002 sicherte er sich seinen dritten Meistertitel in der Niederländischen Tourenwagen-Meisterschaft. In der Tourenwagen-Europameisterschaft belegte er – nun bei den Supertourenwagen antretend – Meisterschaftsplatz neun. 2002 sowie 2003 folgten außerdem zwei weitere Siege beim Guia Race. In der Tourenwagen-Europameisterschaft erreichte er 2003 in der Endabrechnung Platz sieben und gewann ferner die Independents Trophy für den besten Privatfahrer.
Nachdem er 2004 schon Platz zwei erzielte, siegte Huisman 2005 im Team Schnitzer Motorsport mit Pedro Lamy, Boris Sais und Andy Priaulx beim 24-Stunden-Rennen auf dem Nürburgring. Die Saison schloss er mit seinem inzwischen vierten Sieg beim Guia Race in Macao ab. 2006 bestritt er die Schwedische Tourenwagen-Meisterschaft und erreichte Platz drei in der Fahrerwertung. Ab der Hälfte der Saison sprang er außerdem beim BMW-Werksteam als Ersatzfahrer für den entlassenen Marcel Costa in der Tourenwagen-Weltmeisterschaft ein, wo er als beste Resultate zwei zweite Plätze einfuhr. 2007 erzielte er bei Zakspeed mit Tom Coronel, Patrick Simon und Christophe Bouchut den zweiten Gesamtrang beim 24-Stunden-Rennen auf dem Nürburgring.
Seit 2007 hat Huisman ohne ein festes Cockpit einzelne Einsätze bei verschiedenen Teams in diversen Rennserien. Neben dem 24-Stunden-Rennen auf dem Nürburgring bestritt Huisman 2007 und 2008 für Zakspeed sowie seit 2009 für Scheid Motorsport auch Rennen in der BFGoodrich Langstreckenmeisterschaft. Weiterhin hatte er einzelne Gaststarts in der Tourenwagen-Weltmeisterschaft, in der FIA-GT-Meisterschaft und in der FIA GT3-Europameisterschaft.

## Erfolge
- Niederländischer Tourenwagen-Meister – 1997, 2000 und 2002
- Belgischer GT-Meister – 1998
- Sieger des Guia Race – 2001, 2002, 2003 und 2005
- Independence Trophy der Tourenwagen-Europameisterschaft – 2003
- Sieger des 24-Stunden-Rennens auf dem Nürburgring – 2005
- Platz zwei beim 24-Stunden-Rennen auf dem Nürburgring – 2004 und 2007

## Statistik

### Sebring-Ergebnisse
| Jahr | Team         | Fahrzeug               | Teamkollege | Teamkollege      | Teamkollege     | Platzierung | Ausfallgrund |
| ---- | ------------ | ---------------------- | ----------- | ---------------- | --------------- | ----------- | ------------ |
| 2014 | GB Autosport | Porsche 911 GT America | Bob Faieta  | Michael Avenatti | Damien Faulkner | Rang 35     |              |